# Baritius acuminata
Baritius acuminata är en fjärilsart som beskrevs av Walker 1856. Baritius acuminata ingår i släktet Baritius och familjen björnspinnare. Inga underarter finns listade i Catalogue of Life.